# Brett Lancaster
Brett Daniel Lancaster (Shepparton, 15 novembre 1979) è un ex ciclista su strada e pistard australiano.
È stato campione olimpico nell'inseguimento a squadre nel 2004 ad Atene e campione mondiale nella stessa specialità nel 2002 e 2003. È stato professionista su strada dal 2003 al 2015.

## Carriera
Come molti altri connazionali è cresciuto svolgendo attività su pista. Ai campionati del mondo su pista di Stoccarda del 2003 la Nazionale australiana, di cui Lancaster faceva parte, stabilì il nuovo record mondiale nell'inseguimento a squadre, confermando la medaglia d'oro già vinta anche l'anno precedente a Ballerup. Sempre con la Nazionale nel 2004 Lancaster conquistò l'oro nella stessa specialità ai Giochi olimpici di Atene.
Su strada iniziò a gareggiare nel 2002, in patria. Passò professionista nel 2003, con la Ceramiche Panaria-Fiordo di Bruno Reverberi, per poi vestire le divise di Team Milram, Cervélo TestTeam, Garmin-Cervélo e infine GreenEDGE/Orica. Si è generalmente ritagliato un ruolo come apripista per i velocisti compagni di squadra; risulta competitivo anche nelle cronometro brevi, tanto da aver vinto il prologo del Giro d'Italia 2005 indossando la maglia rosa per un giorno. Si ritira a fine 2015 e diventa Direttore Sportivo del Team Sky.

## Palmarès

### Strada
- 2001

13ª tappa Herald Sun Tour
- 2002 (iTeamNova.com, una vittoria)

Ronde van Overijssel
- 2004 (Ceramiche Panaria-Margres, una vittoria)

3ª tappa Tour de Langkawi (Tapah > Raub)
- 2005 (Ceramiche Panaria-Navigare, una vittoria)

Prologo Giro d'Italia (Reggio Calabria, cronometro)
- 2008 (Milram, una vittoria)

Prologo Giro di Germania (Kitzbühel, cronometro)
- 2010 (Cervélo TestTeam, una vittoria)

2ª tappa Tour of California (Davis > Santa Rosa)
- 2013 (Orica-GreenEDGE, una vittoria)

4ª tappa Giro di Slovenia (Brežice > Novo Mesto)

#### Altri successi
- 2013 (Orica-GreenEDGE)

4ª tappa Tour de France (Nizza > Nizza, cronosquadre)

### Pista
- 1997

Campionati del mondo Juniores, Inseguimento a squadre (con Graeme Brown, Scott Davis e Michael Rogers)
- 1998

2ª prova Coppa del mondo, Inseguimento a squadre (Victoria, con Timothy Lyons, Luke Roberts e Michael Rogers)
Giochi del Commonwealth, Inseguimento a squadre (con Timothy Lyons, Bradley McGee, Luke Roberts e Michael Rogers)
- 1999

2ª prova Coppa del mondo, Inseguimento a squadre (San Francisco, con Graeme Brown, Nigel Grigg e Luke Roberts)
5ª prova Coppa del mondo, Inseguimento a squadre (Cali, con Graeme Brown, Nigel Grigg e Luke Roberts)
- 2002

Campionati del mondo, Inseguimento a squadre (con Peter Dawson, Luke Roberts e Stephen Wooldridge)
- 2003

Campionati del mondo, Inseguimento a squadre (con Graeme Brown, Peter Dawson e Luke Roberts)
- 2004

Giochi olimpici, Inseguimento a squadre (con Graeme Brown, Bradley McGee e Luke Roberts)

## Piazzamenti

### Grandi Giri
- Giro d'Italia

2003: ritirato (10ª tappa)
2004: 124º
2005: 112º
2007: 115º
2011: ritirato (15ª tappa)
2012: non partito (14ª tappa)
2013: 121º
2014: non partito (7ª tappa)
2018: 128º
- Tour de France

2007: ritirato (5ª tappa)
2008: 129º
2009: 127º
2010: 159º
2012: ritirato (15ª tappa)
2013: 154º
- Vuelta a España

2014: ritirato (13ª tappa)

### Classiche monumento
- Milano-Sanremo

2003: 166º
2004: non partito
2010: 97º
2014: ritirato
- Giro delle Fiandre

2007: 27º
2010: ritirato
- Parigi-Roubaix

2007: ritirato
2009: ritirato
2010: 67º
2012: ritirato
- Giro di Lombardia

2004: ritirato
2008: ritirato

### Competizioni mondiali
- Campionati del mondo su strada

Madrid 2005 - In linea Elite: ritirato
Ponferrada 2014 - Cronometro a squadre: 2º
- Campionati del mondo su pista

Ballerup 2002 - Inseguimento a squadre: vincitore
Stoccarda 2003 - Inseguimento a squadre: vincitore
Stoccarda 2003 - Inseguimento individuale: 10º
- Giochi olimpici

Sydney 2000 - Inseguimento a squadre: 5º
Atene 2004 - Inseguimento a squadre: vincitore
Pechino 2008 - Inseguimento individuale: 12º